# Chiesa di San Lorenzo Diacono e Martire (Occhiobello)
La chiesa di San Lorenzo Diacono e Martire è la parrocchiale di Occhiobello, in provincia di Rovigo e diocesi di Adria-Rovigo.

## Storia
Il primo luogo di culto ad Occhiobello con dedicazione all'arcangelo Michele, risalirebbe al XIV secolo. 
Tra le prime visite ufficiali da registrare vi fu quella del vescovo Giovanni Tavelli, avvenuta nel 1434. Altri prelati visitarono la chiesa, e in tali occasioni venne descritta con tre altari, uno dei quali dedicato a San Lorenzo. Ampliamenti e riedificazioni sono documentati nelle relazioni delle visite pastorali. Durante il XVII secolo venne riedificata la torre campanaria inoltre sia chiesa sia canonica furono restaurate. Nel 1715 si iniziò la costruzione dell'edificio che ci è pervenuto ed il progetto fu affidato al ferrarese Angelo Santini. Nella biblioteca del seminario di Ferrara sono conservati tre disegni del progetto, datati 1739, che riguandano il prospetto, la pianta e la sezione longitudinale.

## Descrizione

### Facciata
La facciata è in stile barocco e suddivisa verticalmente in due ordini.

### Interno
L'interno dell'edificio è suddiviso in tre navate.